# El Maderal
El Maderal ist ein nordwestspanischer Ort und eine Gemeinde (municipio) mit nur noch 169 Einwohnern (Stand: 2024) im Süden der Provinz Zamora in der Autonomen Gemeinschaft Kastilien-León. 

## Lage und Klima
El Maderal liegt am Rand der Kastilischen Hochebene (Meseta Iberica) in einer Höhe von ca. 840 m. Die Provinzhauptstadt Zamora ist gut 35 km (Fahrtstrecke) in nordnordwestlicher Richtung entfernt; bis nach Salamanca sind es gut 35 km in südsüdwestlicher Richtung. Das gemäßigte Kontinentalklima wird nur selten vom Atlantik beeinflusst; Regen (ca. 471 mm/Jahr) fällt vorwiegend im Winterhalbjahr.

## Bevölkerungsentwicklung
| Jahr      | 1970 | 1981 | 1991 | 2001 | 2011 | 2021 |
| Einwohner | 426  | 357  | 321  | 295  | 238  | 177  |

## Sehenswürdigkeiten
- Magdalenenkirche (Iglesia de Santa María Magdalena)
- Christuskapelle

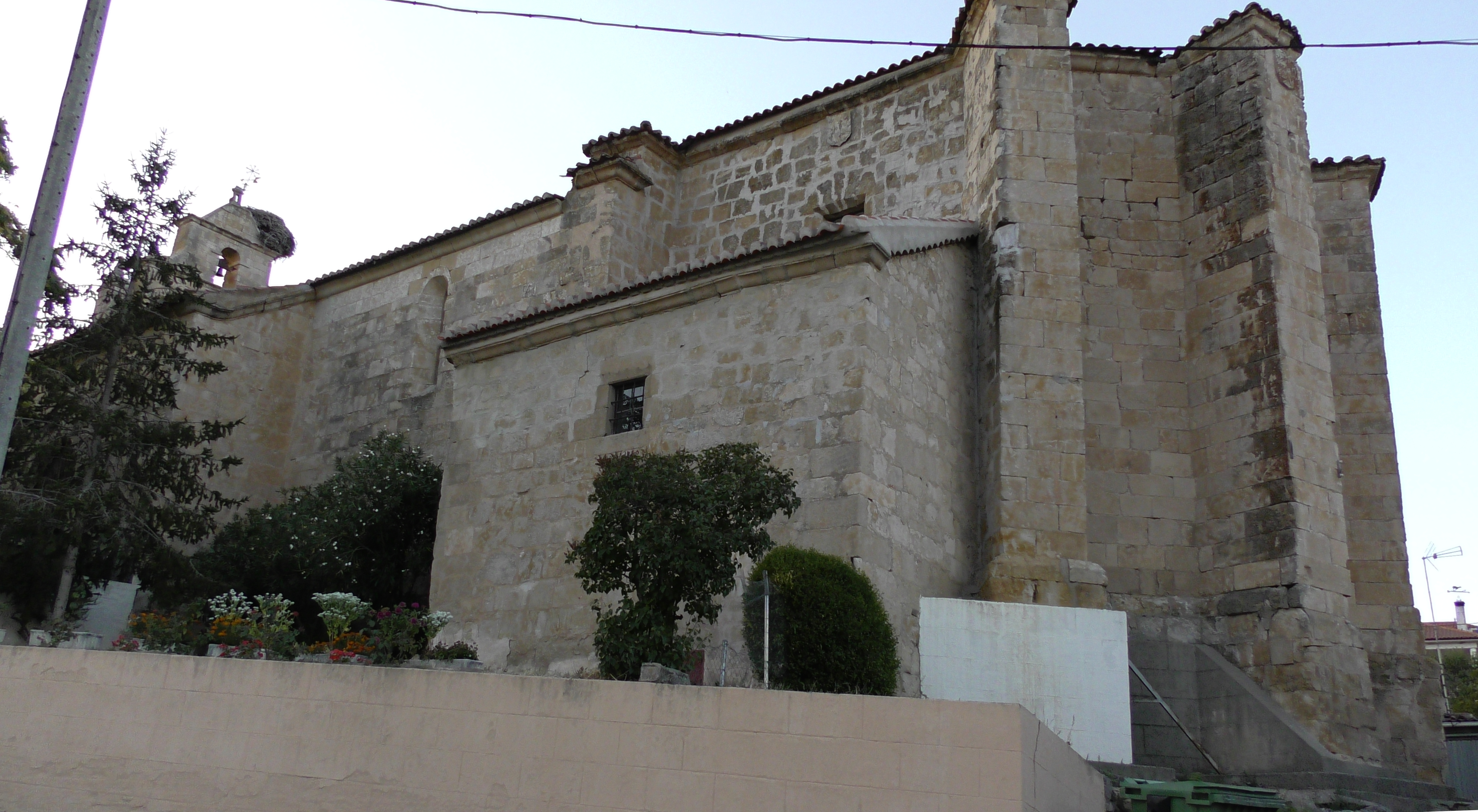
Magdalenenkirche